# Gouvernement Navin Ramgoolam III
République de Maurice
P. Jugnauth II 
Le gouvernement Navin Ramgoolam III (en anglais : Third Cabinet Navin Ramgoolam) est le gouvernement du la république de Maurice depuis le 12 novembre 2024. Il est dirigé par Navin Ramgoolam du Parti travailliste mauricien à la suite de la victoire de la coalition de l'Alliance du changement aux élections législatives du 10 novembre 2024.

## Composition
La composition du gouvernement au 29 novembre 2024 est la suivante :
| Portefeuille | Titulaire | Titulaire | Titulaire             | Parti |
| --- | --------- | --------- | --------------------- | ----- |
| Premier ministre Ministre de la Défense, des Affaires intérieures et des Communications extérieures Ministre des Finances Ministre de Rodrigues, des Îles extérieures |           |           | Navin Ramgoolam       | PTr   |
| Vice-Premier ministre Ministre sans portefeuille |           |           | Paul Bérenger         | MMM   |
| Ministre du Logement et des Terres |           |           | Shakeel Mohamed       | PTr   |
| Ministre de l'Environnement, de la Gestion des déchets solides et du Changement climatique                                                                            |           |           | Rajesh Bhagwan        | MMM   |
| Ministre de l'Agro-industrie, de la Sécurité alimentaire, de l'Économie bleue et de la Pêche                                                                          |           |           | Arvin Boolell         | PTr   |
| Ministre de l'Infrastructure nationale |           |           | Govindranath Gunness  | MMM   |
| Ministre de la Santé et du Bien-être |           |           | Anil Bachoo           | PTr   |
| Ministre du Tourisme |           |           | Richard Duval         | ND    |
| Ministre de l'Intégration sociale, de la Sécurité sociale et de la Solidarité nationale                                                                               |           |           | Ashok Subron          | ReA   |
| Ministre de la Justice, Procureur général |           |           | Gavin Glover          | PTr   |
| Ministre des services financiers et de la planification économique |           |           | Jyoti Jeetun          | MMM   |
| Ministre de l'énergie et des services publics |           |           | Patrick Assirvaden    | PTr   |
| Ministre des Affaires étrangères, de l’Intégration régionale et du Commerce international                                                                             |           |           | Dhananjay Ramful      | PTr   |
| Ministre de la Jeunesse et des Sports |           |           | Deven Nagalingum      | MMM   |
| Ministre du Travail et des Relations industrielles |           |           | Muhammad Uteem        | MMM   |
| Ministre des Transports terrestres |           |           | Osman Mahomed         | PTr   |
| Ministre de l'égalité des sexes et de la protection de la famille |           |           | Arianne Navarre-Marie | MMM   |
| Ministre du Commerce et de la Protection des Consommateurs |           |           | Michaël Sik Yuen      | PTr   |
| Ministre de l'Enseignement Supérieur, de la Science et de la Recherche                                                                                                |           |           | Kaviraj Sukon         | MMM   |
| Ministre de l'Industrie, des PME et des coopératives |           |           | Aadil Ameer Meea      | PTr   |
| Ministre de l'Éducation et des Ressources humaines |           |           | Mahend Gungapersad    | MMM   |
| Ministre des Technologies de l'information, de la communication et de l'innovation                                                                                    |           |           | Avinash Ramtohul      | PTr   |
| Ministre de la Fonction publique et des Réformes administratives |           |           | Lutchmanah Pentiah    | MMM   |
| Ministre des collectivités locales |           |           | Ranjiv Woochit        | PTr   |
| Ministre des Arts et de la Culture |           |           | Mahen Gondeea         | MMM   |